# Maese Pedro

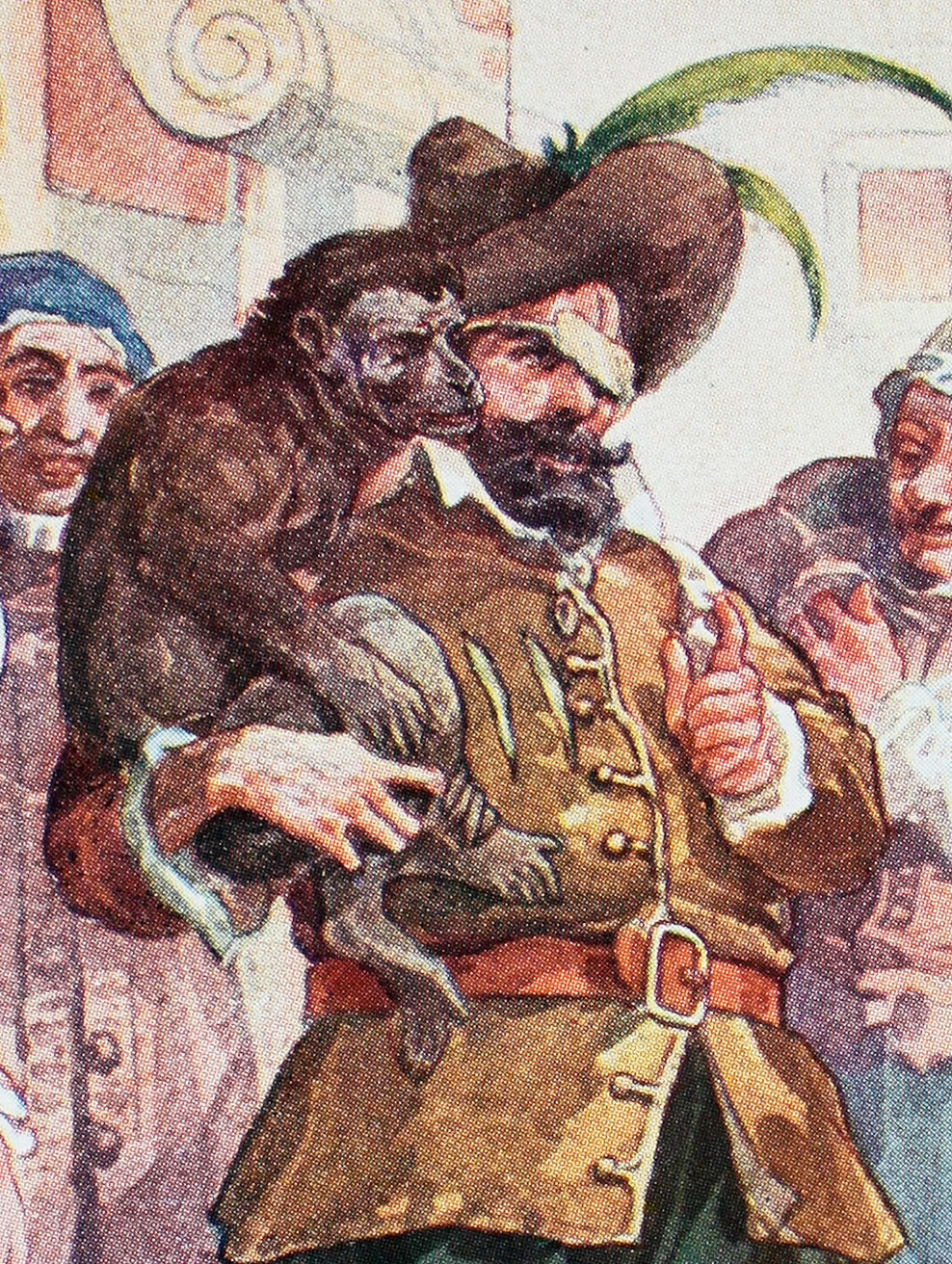
Maese Pedro con su mono

Maese Pedro es un personaje de la novela de Miguel de Cervantes, Don Quijote de la Mancha que inspiró El retablo de Maese Pedro de Manuel de Falla.

## Apariciones

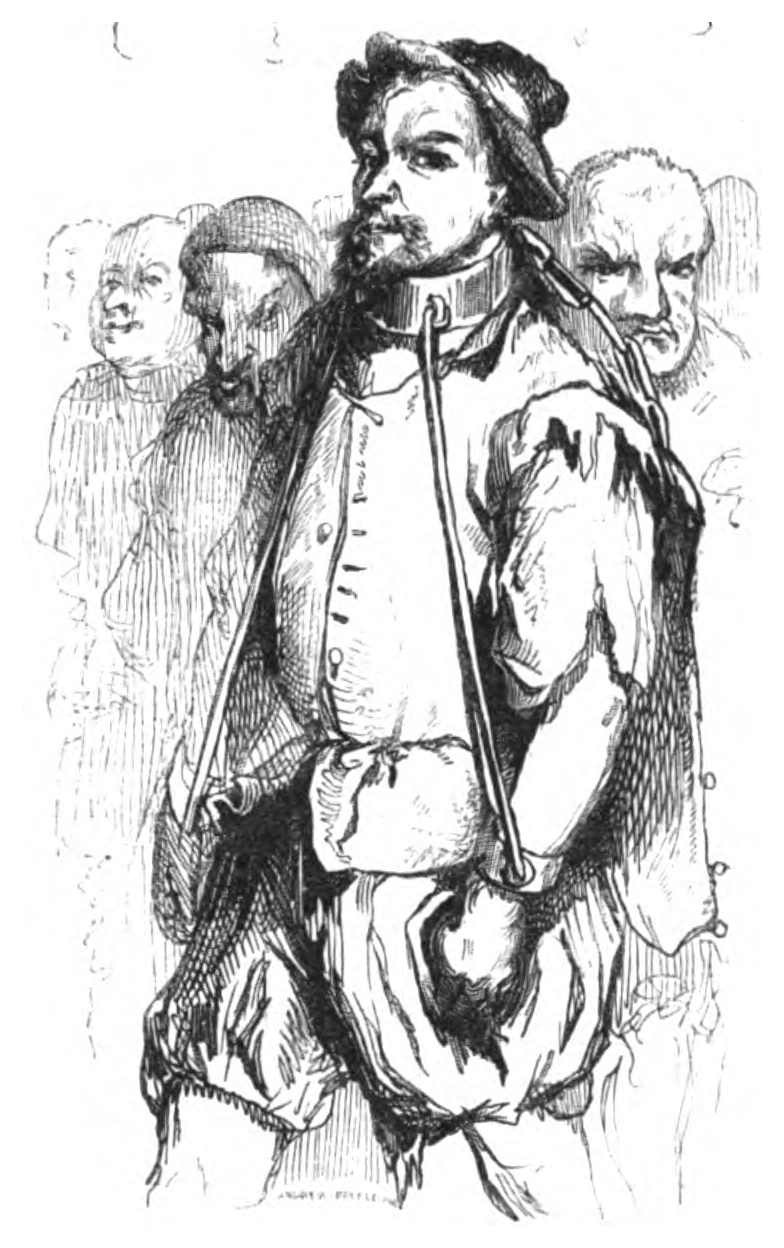
Ginés de Pasamonte como galeote

El personaje aparece por primera vez en el capítulo 22 de la primera parte del Quijote. Es uno de los galeotes liberado por Don Quijote y responde al nombre de Ginés de Pasamonte o Ginesillo de Parapilla. Tras ser liberado le roba el asno a Sancho Panza en Sierra Morena.
Reaparece en la segunda parte del Quijote, en el capítulo 25, presentado como titiritero, con un parche de tafetán verde en el ojo izquierdo y acompañado de un mono con propiedades adivinatorias. En el capítulo 26, presenta su retablo y en el capítulo 27 se explica su origen y el secreto del mono.

## Argumento
Maese Pedro llega a una venta con su retablo, teatrillo portátil de marionetas, para representar la liberación de Melisendra.
Su atracción principal es el mono que lleva con él, al que ha entrenado para que se le suba al hombro y se le acerque al oído como si le hablara. Posteriormente, maese Pedro repite las palabras del mono, que supuestamente puede ver sucesos pasados y presentes, mas no futuros.
Reconoce a Don Quijote y Sancho Panza, que no le reconocen a él, y les convence de estos poderes del mono. 
Cuando representa su drama, Don Quijote se vuelve loco pensando que es cierto lo que ocurre y le destroza los títeres. Ante los lloros de Maese Pedro, Don Quijote culpa a los encantadores y, finalmente, le recompensa económicamente por los destrozos.
Es uno de los personajes-puente que funcionan como hilo de unión entre las dos partes del Quijote.

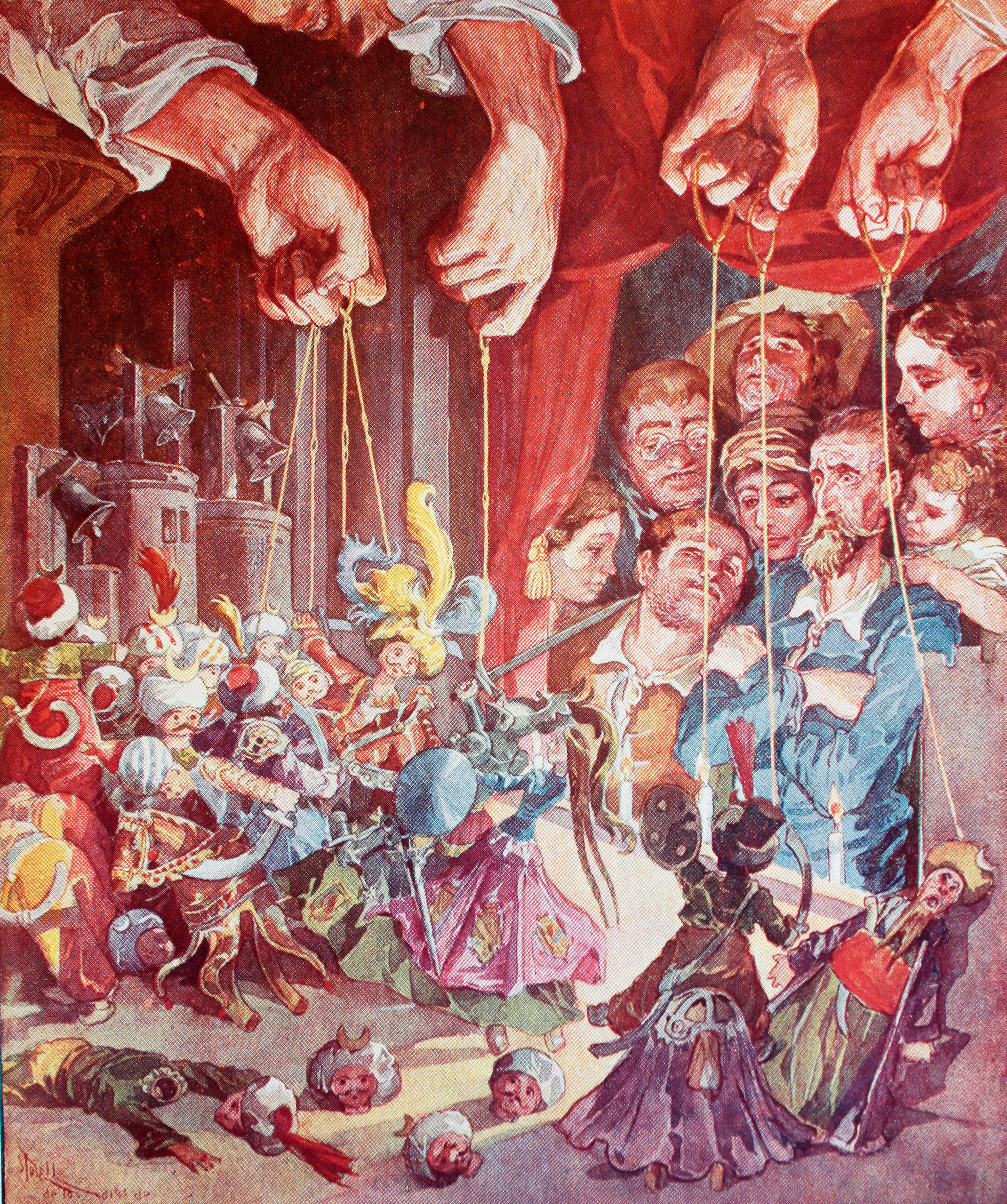
Ilustración de Gustave Doré en la edición coloreada de Luis Tasso (hacia 1894)

Martín de Riquer, en su obra Cervantes, Passamonte y Avellaneda (Barcelona: Sirmio, 1988), sostuvo que el personaje constituía una sátira de una persona real, el aragonés Jerónimo de Pasamonte, que en su juventud fue soldado y participó, como Cervantes, en la batalla de Lepanto (1571). Martín de Riquer propuso que Jerónimo de Pasamonte, satirizado en la primera parte del Quijote bajo la apariencia del galeote Ginés de Pasamonte, se habría vengado de Cervantes escribiendo el Quijote apócrifo, firmándolo con el seudónimo de Alonso Fernández de Avellaneda. Esta idea ha sido desarrollada por Alfonso Martín Jiménez.
Manuel de Falla compuso El retablo de maese Pedro, ópera para ser representada con títeres, basada en este capítulo del Quijote.